# Cathédrale de l'Immaculée-Conception d'Antananarivo
 (septembre 2016).
Si vous disposez d'ouvrages ou d'articles de référence ou si vous connaissez des sites web de qualité traitant du thème abordé ici, merci de compléter l'article en donnant les références utiles à sa vérifiabilité et en les liant à la section « Notes et références ».
Pour les articles homonymes, voir Cathédrale de l'Immaculée-Conception.
La cathédrale de l'Immaculée-Conception d'Antananarivo, dite aussi cathédrale d'Andohalo, est une cathédrale catholique située à Antananarivo (Madagascar). Elle est située dans le quartier d'Andohalo dans la haute ville. La cathédrale est le siège de l'archidiocèse d'Antananarivo. Elle est dédiée à l'Immaculée Conception.

## Histoire
La construction de cette cathédrale qui fut édifiée à l'emplacement d'une modeste chapelle a débuté le 8 mai 1873, sur les plans élaborés par Alphonse Taïx (1825-1921), un prêtre jésuite originaire de Bédarieux (Hérault),. Elle fut achevée le 17 décembre 1890, puis décrétée « monument historique classé » en janvier 1964.